# Linearquadratisches Modell
Das linearquadratische Modell (LQM) ist eine Formel, mit der in der Strahlentherapie die biologische Wirkung von unterschiedlich fraktionierten Strahlendosen verglichen werden kann. Die Formel ergibt für nichtkonventionelle Fraktionierungen die biologisch äquivalente konventionell fraktionierte Dosis. Sie verwendet zwei gewebespezifische Faktoren für einen linearen und einen quadratischen Term, was einerseits gut zu den Versuchsergebnissen passt, andererseits auch radiophysikalisch begründet werden kann.
Das LQM hat in der Praxis die älteren Strandqvist- (1944) und  Ellis-Formeln (nominal Standard dose NSD, 1969) abgelöst.
Die Strahlendosen, die zur Vernichtung bestimmter Krebsarten notwendig sind, und ebenso die Toleranzdosen der Normalgewebe sind durch die langjährigen Erfahrungen mit der konventionell fraktionierten Strahlentherapie bekannt. Bei der konventionellen Fraktionierung werden täglich 1,8–2,0 Gy bis zum Erreichen der verordneten Gesamtdosis eingestrahlt. Bei schwerkranken Patienten oder zur Behandlung von besonders schnellwachsenden Tumoren kann es wünschenswert sein, kürzere Abstände als 24 Stunden (Akzelerierung) oder höhere Tagesdosen als 2 Gy (Hypofraktionierung) zu wählen – bis hin zur Schlagbestrahlung der gesamten Zieldosis in einer einzigen Sitzung. Die biologische Wirkung auf den Tumor und bestimmte Nebenwirkungen erhöhen sich aber erheblich, wenn die Gesamtbehandlungszeit um Tage oder gar Wochen verkürzt wird, und die sogenannten Spätnebenwirkungen hängen ebenso stark von der Höhe der täglichen Einzelfraktion ab.
Die Stärke der frühen und späten Gewebsreaktionen hängt von den Eigenschaften der bestrahlten Gewebe ab, vor allem vom Zellumsatz und von der Anzahl der teilungsfähigen Stammzellen. Beispielsweise wird die oberste Zellschicht der Schleimhaut alle 2-3 Tage ausgetauscht; eine Strahlenschädigung der Stammzellen führt also sehr schnell zum Epithelverlust und zu schweren Nebenwirkungen. Andererseits kann sich die Schleimhaut wegen ihres hohen Stammzellanteils auch schnell wieder erholen. Ein Gegenbeispiel ist Knochengewebe mit geringen Frühreaktionen, aber eingeschränkter Langzeittoleranz.
Die quantifizierten klinischen Strahlenreaktionen (Tumorverkleinerung, Entzündung, Narbenbildung etc.) sind proportional zur Dosis D und damit zum Logarithmus des abgetöteten Anteil S der bestrahlten Zellen S0, denn der Zelluntergang folgt einer Exponentialbeziehung mit der Basis e:
Überlebende Zellfraktion {\displaystyle S/S_{0}=e^{-D/D_{0}}}, und Strahlenwirkung (Effekt) {\displaystyle E\approx D/D_{0}=-\ln(S/S_{0})}
D0 ist eine fraktionierungs-, gewebe- und effektabhängige Empfindlichkeitskonstante, die nicht bekannt ist. Die Formel kann also in der klinischen Praxis nicht verwendet werden, um die zu erwartende Wirkung einer Dosis zu berechnen. Strandqvist und später Ellis versuchten deshalb, für die Effekte neuer Fraktionierungsschemata zusätzliche Terme und Exponenten anzufügen, die sie in Tierversuchsreihen ermittelt hatten, z. B. Frank Ellis (1969)
 {\displaystyle NSD=D\cdot N^{0{,}24}\cdot T^{0{,}11}} mit NSD (nominal standard dose) = konventionell fraktionierte Dosis mit gleicher Wirkung, D = bestrahlte Dosis, N = Zahl der Fraktionen, T = Gesamtbehandlungszeit in Tagen. Es zeigte sich jedoch bald, dass die so gewonnenen Schätzungen nicht für alle Gewebe zutrafen, und nicht die Unterschiede der frühen und späten Gewebsreaktionen erfassten. Zudem war die Formel nicht aus der Strahlenbiologie heraus begründbar.
1974 fand Fowler eine auffallende Übereinstimmung der Ergebnisse von Fraktionierungsexperimenten an Zellkulturen mit der Funktion
{\displaystyle S/S_{0}=e^{-(\alpha \cdot d+\beta \cdot d^{2})}}
mit d = Höhe einer Einzelfraktion und α,  β = Gewebekonstanten.
Der Exponent in Fowlers Formel hat einen linearen und einen quadratischen Term. Kellerer und Rossi prägten den Begriff linearquadratisches Modell. und vermuteten eine mechanistische Erklärung (dual target hypothesis). Barendsen beschrieb die prinzipielle Anwendbarkeit für früh- und spätreagierende Gewebe. Obwohl auch das linearquadratische Modell ursprünglich rein empirisch oder intuitiv entdeckt wurde, so lässt es sich doch strahlenbiologisch für die Wirkung von Strahlen mit niedrigem LET wie Photonen und Elektronen begründen. α·d könnte die Wahrscheinlichkeit für das Eintreten eines irreparablen Doppelstrangbruchs der DNA durch ein einzelnes Photon bzw. Elektron darstellen, β·d die Wahrscheinlichkeit für einen prinzipiell reparablen Einzelstrangbruch, und β·d2 die Wahrscheinlichkeit für zwei solche Einzelstrangbrüche in enger zeitlicher und räumlicher Koinzidenz, die so schnell nicht repariert werden können.
Für eine Behandlung aus mehreren Fraktionen ergibt sich {\displaystyle E=n\cdot (\alpha \cdot d+\beta \cdot d^{2})} mit {\displaystyle n} = Anzahl der Fraktionen, vorausgesetzt, zwischen den Fraktionen besteht genug Zeit zur Erholung (empirisch: mindestens sechs Stunden). Die Gewebefaktoren α, und β sind zwar ebenso wie D0 nicht bekannt. Durch Logarithmieren und Umformung kann man jedoch
{\displaystyle E/\alpha =n\cdot d\cdot \left(1+{\frac {d}{\alpha /\beta }}\right)}
erhalten. Der Effekt E soll definitionsgemäß konstant sein. E / α ist vom zeitlichen Bestrahlungsmuster unabhängig, n·d ist die Gesamtdosis der Bestrahlungsserie. Es besteht also bei gleicher Wirkung eine umgekehrte Proportionalität zwischen der Gesamtdosis n·d und der Dosis pro Fraktion d. Der Proportionalitätsfaktor (α/β)−1 bzw. das Verhältnis α/β kann für verschiedene Gewebe und Tumoren experimentell bestimmt werden, indem man Dosis-Wirkungskurven auf Logarithmuspapier aufnimmt.
α/β ist umso höher, je weniger die Gewebe dem Fraktionierungseffekt unterliegen, d. h. je weniger die Gefahr von Spätschäden durch Fraktionierung der Gesamtdosis reduziert werden kann. Typisch sind Werte von α/β = 2 - 4 für spätreagierende Normalgewebe (Lunge, Nieren) und 10 - 20 für frühreagierende Normalgewebe (Schleimhaut, Knochenmark) und Tumoren.
Wenn das α/β-Verhältnis bekannt ist, kann eine zur konventionellen Fraktionierung (5 × 2 Gy pro Woche, {\displaystyle d_{0}} = 2,00 Gy) bezüglich der Spätfolgen wirkungsgleiche Dosis mit anderer Einzelfraktion {\displaystyle d_{1}} berechnet werden:
{\displaystyle D=D_{\text{konv}}\cdot {\frac {d_{0}+\alpha /\beta }{d_{1}+\alpha /\beta }}}
Beispielsweise werden Knochenmetastasen konventionell oft mit 18 × 2 Gy  = 36 Gy behandelt. Erhöht man die Einzeldosis auf 3 Gy und verringert die Anzahl der Fraktionen auf 10, dann sind die eingestrahlten 30 Gy äquivalent zu 32,5 Gy am Tumor und am Knochenmark (α/β = 10) und zu  36 Gy am Knochengrundgewebe (α/β = 3). Das bedeutet, dass bei gleichen Spätfolgen wie bei der konventionellen Behandlung bei der von vier auf 2 Wochen verkürzten Behandlung eine etwas geringere antitumorale Wirkung erzielt wird.